# Medipalle
Medipalle es una ciudad censal situada en el distrito de Medchal Malkajgiri  en el estado de Telangana (India). Su población es de 10787 habitantes (2011). Forma parte del área metropolitana de Hyderabad.

## Demografía
Según el censo de 2011 la población de Medipalle era de 15575 habitantes, de los cuales 5450 eran hombres y 5337 eran mujeres. Medipalle tiene una tasa media de alfabetización del 82,96%, superior a la media estatal del 67,02%: la alfabetización masculina es del 89,83%, y la alfabetización femenina del 75,98%.